# دي دي-دبليو آر تي

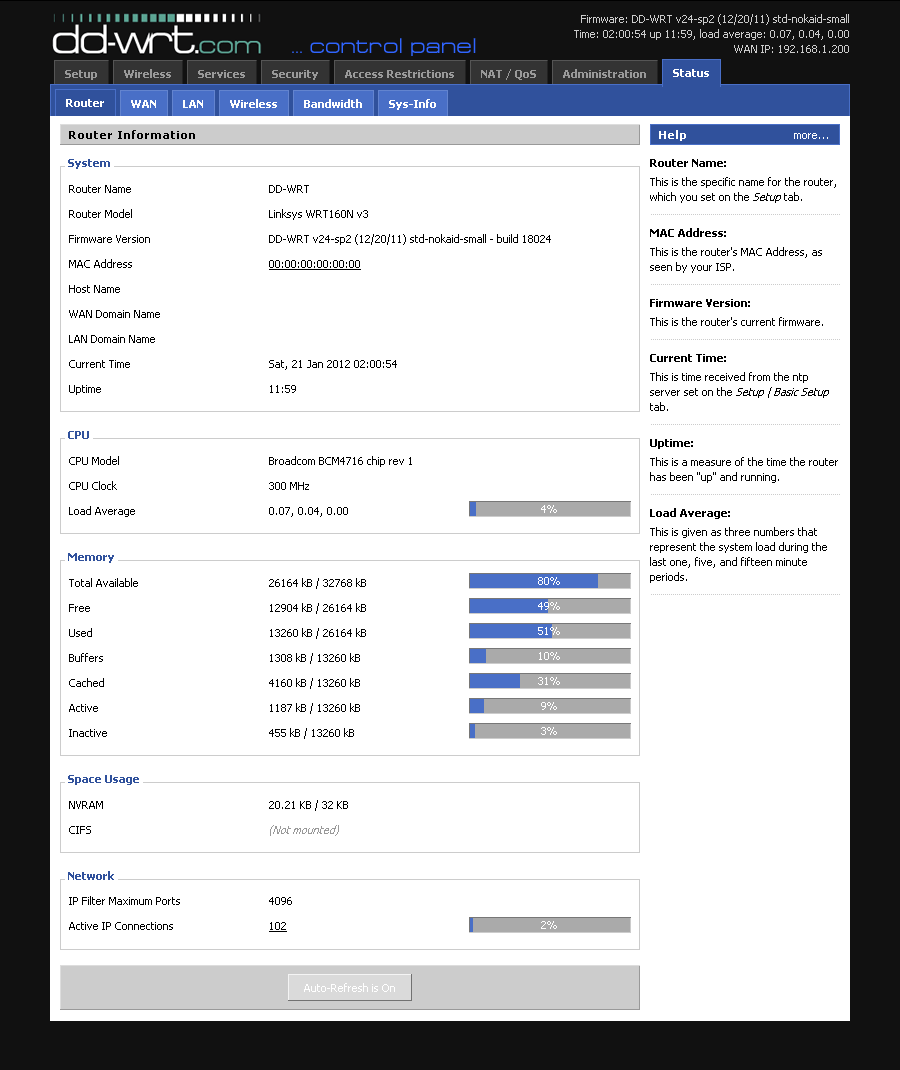
لقطة شاشة لبناء صغير DD-WRT v24 SP2 يعمل على Linksys WRT160N. تم إلغاء عنوان MAC و WAN IP.

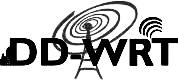
شعار DD-WRT

دي دي دبلو ار تي  (بالإنجليزية: DD-WRT)‏ هو برنامج ثابت مبني على أساس لينكس لعدة مسيرات لاسلكية أشهرها سلسلة مسيرات "linksys wrt54g". البرنامج مجاني لذلك يفضله الكثير على البرامج الثايتة الموجودة أصلاً في بعض المسيرات فضلا عن مزاياه التي منها: تحمله ل (IPV6)، نظام التوزيع اللاسلكي، كذلك لخدمات الراديوس، نظام متقدم للتحكم بجودة الخدمة، التحكم بقوة الإرسال اللاسلكي وكذلك تعدي الميقت.
سيباستيان جوتشال المعروف أيضًا باسم «برين سلاير»، هو المؤسس والمشرف الأساسي على مشروع  الحروف «دي دي» في اسم المشروع هي لوحة الترخيص الألمانية رسائل للمركبات من دريسدن حيث يعيش فريق التطوير. تم أخذ باقي الاسم من جهاز التوجيه طراز لينكسي WRT54G ، وهو جهاز توجيه منزلي شائع في 2002-2004. يأتي مصطلح «دبلو أر تي»، المستخدم أيضًا في مشروع البرامج الثابتة لجهاز التوجيه اوبن دبليوا أر تي، من الاختصار العام لـ «جهاز استقبال / جهاز إرسال لاسلكي»، والذي ربما يكون هو المعنى الأصلي لشركة لينكسي.

## وصلات خارجية
- دي دي-دبليو آر تي على موقع Open Hub (الإنجليزية)
- صفحة برنامج دي دي-دبليو آر تي  على أوبن هب

الموقع الرسمي للمشروع